# Бабье (озеро, Шумихинский район)
Бабье — озеро в Шумихинском районе Курганской области России. Расположено на 2 км южнее села Петухи, недалеко от границы Шумихинского и Мишкинского районов. Проехать на озеро можно по автодороге: Шумиха — Петухи.
На озере обитают рыбы: карась, карп, налим.